# Megalothoraca undulosa
Megalothoraca undulosa är en tvåvingeart som först beskrevs av Günther Enderlein 1912.  Megalothoraca undulosa ingår i släktet Megalothoraca och familjen Richardiidae. Inga underarter finns listade i Catalogue of Life.